# Le Pradal
Le Pradal (okzitanisch Lo Pradal) ist eine französische Gemeinde mit 325 Einwohnern (Stand: 1. Januar 2022) im Département Hérault in der Region Okzitanien (vor 2016: Languedoc-Roussillon). Sie gehört zum Arrondissement Béziers und zum Kanton Clermont-l’Hérault. Die Einwohner werden Pradalais genannt.

## Geographie
Die Gemeinde Le Pradal liegt auf einem Plateau über dem Fluss Mare im Regionalen Naturpark Haut-Languedoc, etwa 32 Kilometer nordnordwestlich von Béziers. Umgeben wird Le Pradal von den Nachbargemeinden Taussac-la-Billière im Süden, Westen und Norden, La Tour-sur-Orb im Nordosten sowie Villemagne-l’Argentière im Osten und Südosten.

## Bevölkerungsentwicklung
| Jahr                       | 1962 | 1968 | 1975 | 1982 | 1990 | 1999 | 2011 | 2020 |
| Einwohner                  | 101  | 101  | 97   | 136  | 178  | 191  | 287  | 331  |
| Quellen: Cassini und INSEE |      |      |      |      |      |      |      |      |

In Le Pradal gibt es weder Kirchen noch Kapellen.

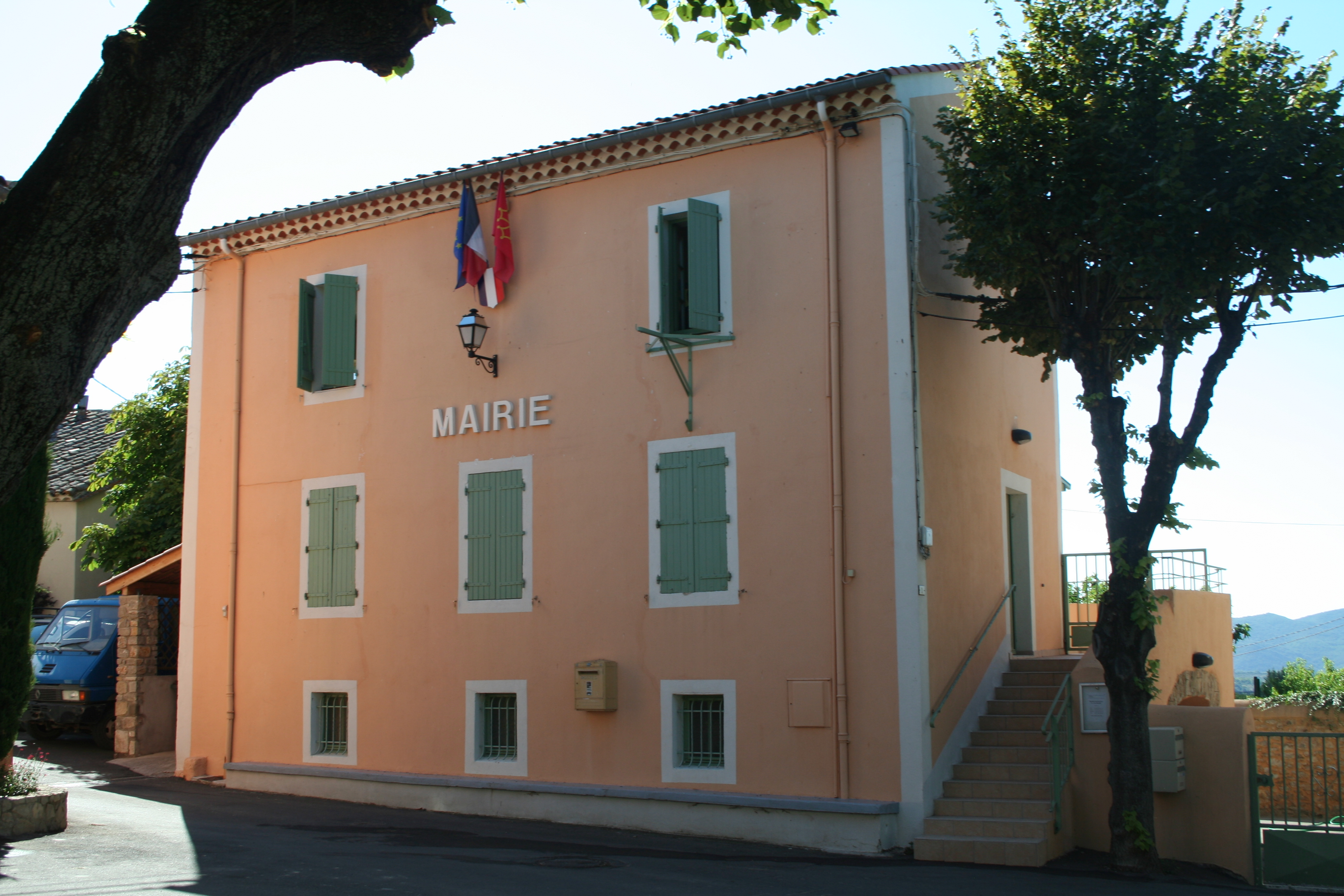
Rathaus (Mairie) von Le Pradal
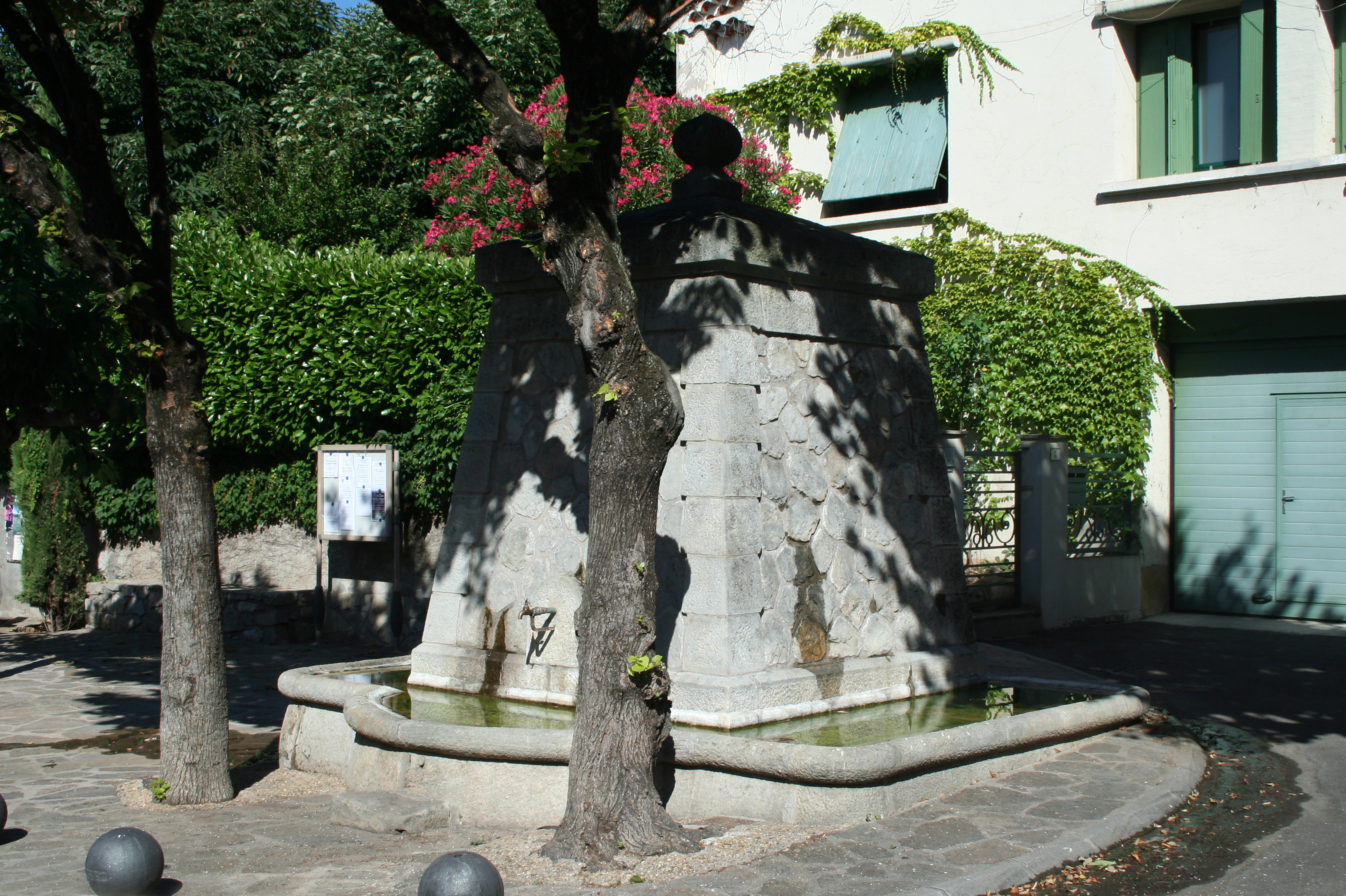
Brunnen
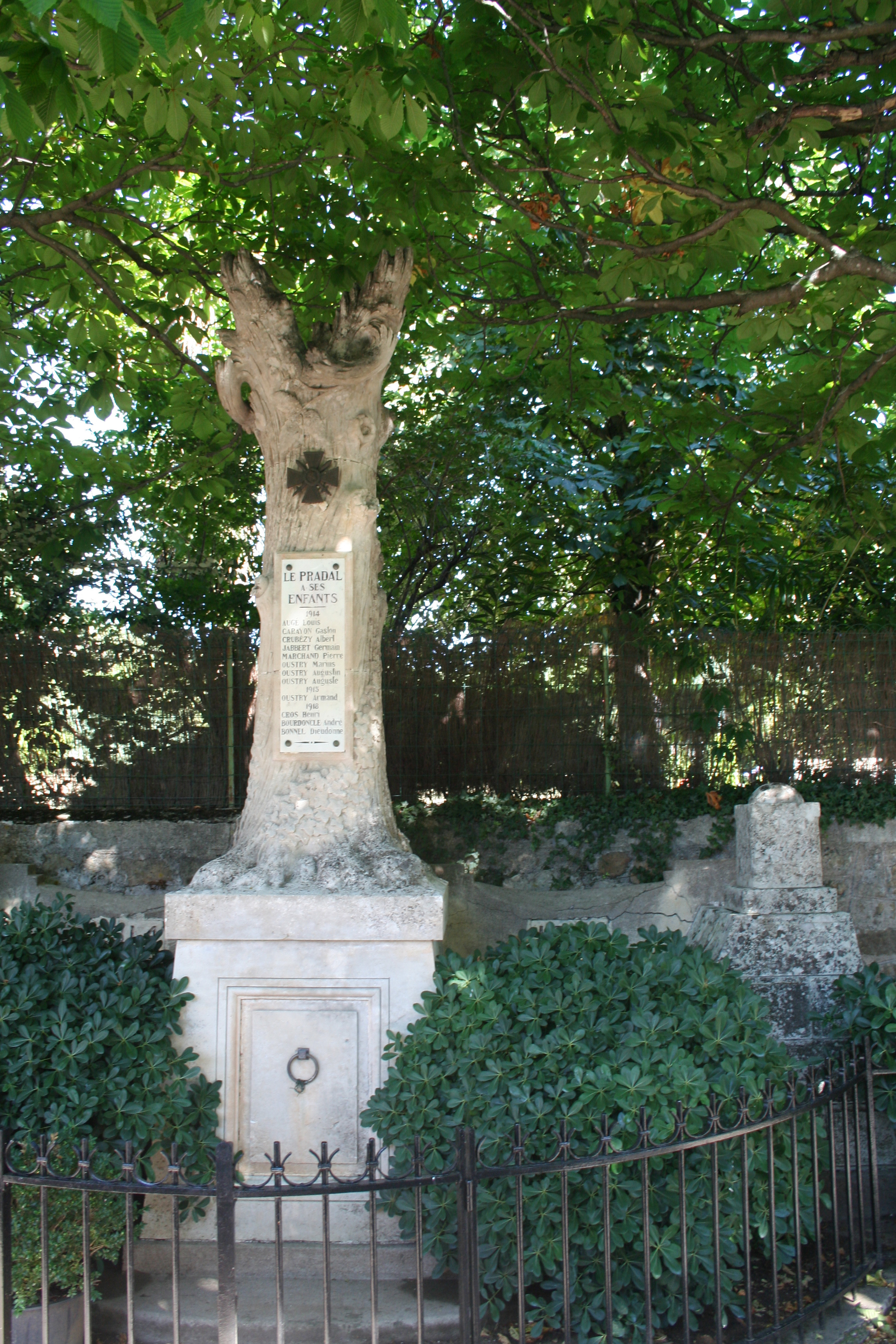
Gefallenendenkmal